# تاريخ الأمريكيين ذوي الأصول الصينية

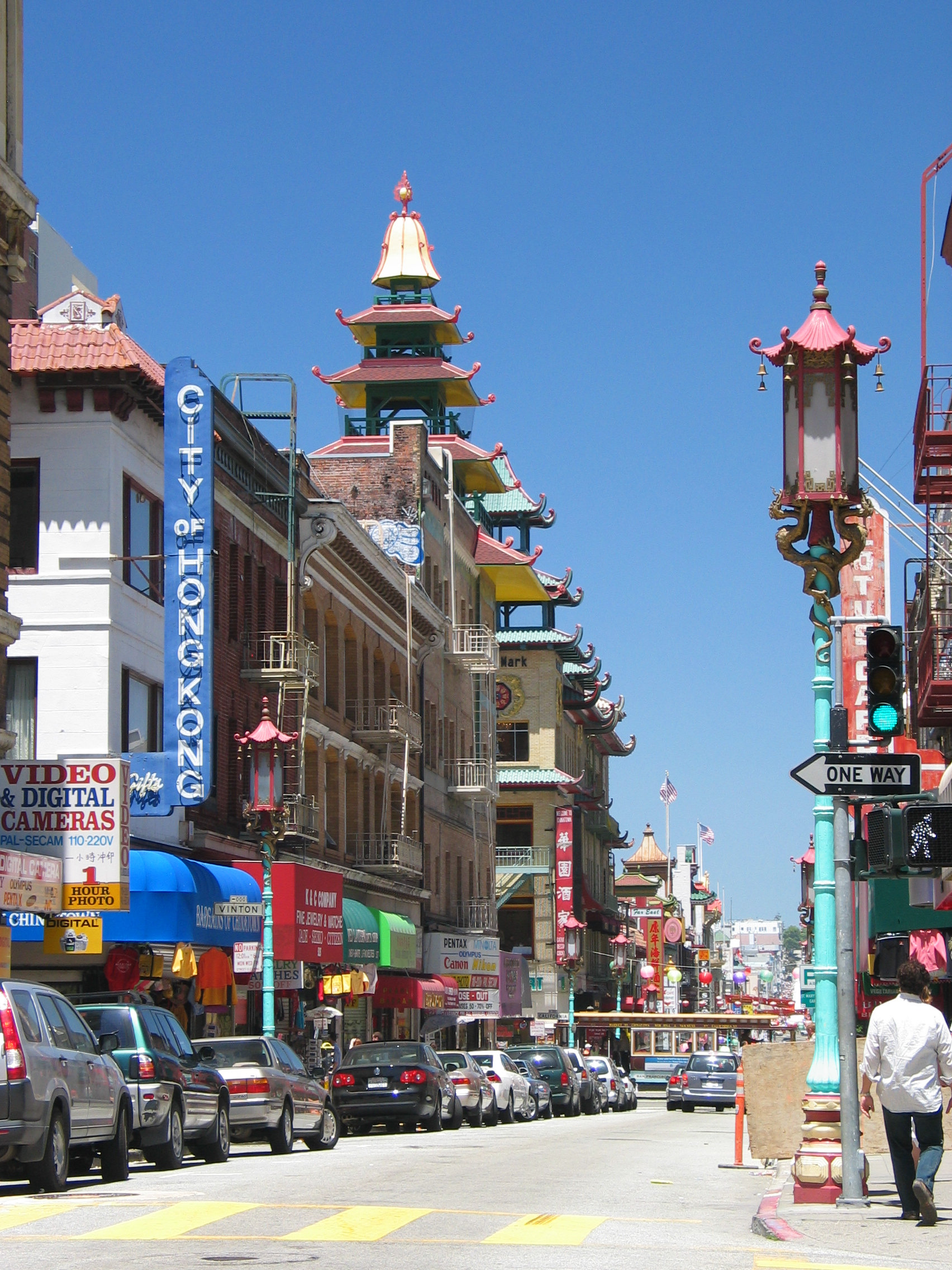

يتضمن تاريخ الأمريكيين ذوي الأصول الصينية أو تاريخ أبناء الإثنية الصينية في الولايات المتحدة ثلاث موجات كبرى من الهجرة الصينية إلى الولايات المتحدة، بدءًا من القرن التاسع عشر. عمل المهاجرون الصينيون في القرن التاسع عشر عمالًا، ولا سيما على السكك الحديدية العابرة للقارة مثل سكة حديد وسط المحيط الهادئ. وعملوا أيضًا عمالًا في المناجم، وعانوا من التمييز العنصري على كل مستويات المجتمع. وأبدى أرباب العمل الصناعيون لهفةً تجاه هذه اليد العاملة الجديدة الرخيصة، وتقلب الغضب في صفوف ذوي البشرة البيضاء بسبب «الخطر الأصفر». على الرغم من وجود بنود تضمن المعاملة المساوية للمهاجرين الصينيين ضمن معاهدة بورلينغيم التي أبرِمت في عام 1868، فقد حشدت المنظمات السياسية والعمالية عمليات تعبئتها ضد المهاجرين الذين ينتمون بزعمهم إلى ما سموه عرقًا أدنى، ونعتوهم بـ«العمالة الصينية الرخيصة».
شجبت الصحف أرباب العمل، وحتى قادة الكنيسة أدانوا قدوم هؤلاء الأجانب إلى ما كانوا يعتبرونها أرضًا لذوي البشرة البيضاء فقط. وقد بلغت المعارضة درجة من العدائية جعلت الكونغرس الأمريكي في عام 1882 يمرر قانون استبعاد الصينيين الذي يحظر الهجرة من الصين طيلة السنوات العشر التالية، ثم مُدد القانون في ما بعد من خلال قانون جيري في عام 1892. يرى البعض أن قانون استبعاد الصينيين هو القانون الوحيد الذي منع الهجرة والتجنيس على أساس العرق في تاريخ الولايات المتحدة الأمريكية. ولم يمنع هذان القانونان الهجرات الجديدة فحسب، بل منعا أيضًا لمّ شمل عائلات آلاف من الرجال الصينيين الذين كانوا يعيشون في الولايات المتحدة بالفعل وقد غادروا الصين دون زوجاتهم وبنيهم. وحظرت قوانين مكافحة تمازج الأجناس في العديد من الولايات الغربية أيضًا زواج الرجال الصينيين من نساء بيضاوات البشرة.
وفي عام 1924، حال القانون دون دخول المزيد من الصينيين، أما من كان منهم في الولايات المتحدة بالفعل جُرِّد من الأهلية للحصول على المواطنة منذ العام السابق. وبحلول عام 1924 أيضًا، كان جميع المهاجرين الآسيويين (باستثناء من ينتمون إلى الفلبين، التي كانت قد ضُمت عسكريًا إلى الولايات المتحدة في عام 1898)قد استُبعدوا تمامًا بموجب القانون، وحُرموا من المواطنة والتجنيس، ومُنعوا من استملاك الأراضي. وفي العديد من الولايات الغربية، مُنع المهاجرون الآسيويون حتى من الزواج بالقوقازيات.
لم يبدأ وضع الأمريكيين ذوي الأصول الصينية بالتحسن حتى أربعينيات القرن العشرين، حين قام تحالف بين الولايات المتحدة والصين خلال الحرب العالمية الثانية، إذ خُففت التقييدات المفروضة على دخولهم إلى البلاد وتجنيسهم والزيجات مختلطة الأعراق. وفي عام 1943، سُمح بهجرة الصينيين إلى الولايات المتحدة من جديد –من خلال قانون ماغنوسون- لينتهي بذلك 61 عامًا من التمييز العنصري الرسمي ضد الصينيين، بيد أن المهاجرين الصينيين لم يتدفقوا بأعداد كبيرة حتى عام 1965، حين ألغى قانون الهجرة والجنسية لعام  1965 نظامَ الحصص الموزعة وفقًا للبلد الأم. وبعد الحرب العالمية الثانية، بدأ التحامل على الآسيويين يتراجع، وأبدى المهاجرون الصينيون –إلى جانب غيرهم من الآسيويين (مثل اليابانيين والكوريين والهنود والفيتناميين)- الكثير من التأقلم والتقدم. في الوقت الحالي، يشكل الصينيون أكبر مجموعة عرقية من الأمريكيين ذوي الأصول الآسيوية (نحو 22%)، وقد دحضوا التوقعات السابقة بأنهم سيشكلون كتلة ناتئة غير مندمجة في المجتمع الأمريكي. على سبيل المثال، يكاد العديد من الأمريكيين الصينيين ذوي المولد الأمريكي لا يعرفون شيئًا عن الثقافة الصينية تقريبًا، حالهم في ذلك حال الأمريكيين الأوروبيين والأفارقة تجاه الثقافات الأصلية لأجدادهم.
ووفقًا للإحصاء الأمريكي الرسمي عام 2010، ثمة أكثر من 3.3 مليون صيني في الولايات المتحدة، ما يشكل نحو 1% من إجمالي عدد السكان. وما زال التدفق مستمرًا، إذ ينتقل سنويًا عدد من ذوي الإثنية الصينية من أبناء جمهورية الصين الشعبية وتايوان –وبنسبة أقل جنوب شرق آسيا- إلى الولايات المتحدة الأمريكية، حيث فاقت أعدادهم أعداد المهاجرين الهسبان واللاتينيين بحلول عام 2012.

## الحركة المناهضة للصينيين
في سبعينيات القرن التاسع عشر، انبثقت عدة أزمات اقتصادية في أجزاء من الولايات المتحدة الأمريكية، وفقد الكثير من الأمريكيين وظائفهم، وانطلاقًا من ذلك ظهرت حركة مناهضة للصينيين عمت أنحاء الغرب الأمريكي، كان الناطق الرسمي باسمها منظمة حزب العمال (بالإنجليزية: Workingman's Party) بقيادة الكاليفورني دينيس كيرني. استهدف الحزب على وجه التحديد مكافحة العمالة الصينية المهاجرة وسكة حديد وسط المحيط الهادئ التي كانت توظفها، وكان شعاره الشهير «على الصينيين أن يرحلوا!». كانت هجمات كيرني على الصينيين خبيثة وقاسية ومجاهرة بعنصريتها، ولقي مساندةً يحتذى بها ضمن أوساط ذوي البشرة البيضاء في الغرب الأمريكي. أدى تأجيج الرأي العام هذا في نهاية المطاف إلى استصدار قانون استبعاد الصينيين وتشكيل  محطة الهجرة في جزيرة أنجل آيلاند، ووصمت هذه البروباغندا المهاجرين الصينيين بأنهم «أجانب أبديون» تسببت عمالتهم في انخفاض الأجور فمنعت الرجال الأمريكيين من «كسب العمل». وبعد التدني الاقتصادي في عام 1893، تضمنت الإجراءات التي اتُبعت خلال الكساد الحاد أعمال شغب مناهضة للصينيين انتشرت في النهاية ضمن أنحاء الغرب ونتج عنها عنف ومذابح عنصرية. جرّاء ذلك، طُرد معظم عمال المزارع الصينيين، الذين كانوا يشكلون نسب 75% من العمال الزراعيين في كاليفورنيا بحلول عام 1890، ولاذ الصينيون بالالتجاء إلى الأحياء الصينية في المدن الكبيرة. تبين بعد ذلك أن الوظائف الزراعية الشاغرة لم تشكل نقطة جذب للأوروبيين بيض البشرة العاطلين عن العمل إلى درجة أنهم باتوا يتجنبونها، ومُلئت معظم الشواغر لاحقًا بالعمال اليابانيين، ثم جاء بعدهم في العقود اللاحقة الفلبينيون، وتلاهم المكسيكيون أخيرًا. وقد درج استخدام مصطلح «الرجل الصيني»، الذي صيغ في بداية الأمر من قبل الصينيين أنفسهم ليكون مصطلح إشارة ذاتية، بمثابة مصطلح عنصري موجه ضد الصينيين في أمريكا، وجاء معه تعبير «فرصة الرجل الصيني» الجديد –الذي يشير إلى ضآلة الفرصة- ليرمز إلى ما واجهه الصينيون من إجحاف في ظل منظومة العدالة الأمريكية، إذ تعرض الكثير منهم للقتل بسبب الكراهية الموجهة ضد عرقهم وثقافتهم.